# اوشی گلاس
اوشی گلاس (آلمانی: Uschi Glas؛ زادهٔ ۲ مارس ۱۹۴۴) هنرپیشه اهل آلمان است.
از فیلم‌ها یا برنامه‌های تلویزیونی که وی در آن نقش داشته‌است می‌توان به زیبای سیاه، درک و روباه پیر اشاره کرد.